# Toxocaridae
Famille
Les Toxocaridae sont une famille de nématodes (vers ronds). Ces parasites sont zoonotiques, ils peuvent infester les chiens et les chats, et causer la toxocarose. Le parasite ne peut pas se reproduire chez l'Homme, mais il peut tout de même l'infester.

## Cycle parasitaire
Parmi les 21 espèces de la famille des Toxocaridae, deux constituent un problème de santé majeur : Toxocara cati et Toxocara canis, dont le chat et le chien sont respectivement les hôtes définitifs. L'animal ingère de l'eau ou des aliments contaminés par les œufs de Toxocara. Les larves arrivent dans l'intestin grêle, où elles passent la paroi intestinale, avant d'atteindre le foie et les poumons via la circulation sanguine. Les larves retournent ensuite dans le tube digestif en passant par la trachée, atteignant leur forme adulte dans l'intestin grêle.
La période prépatente chez le chien est de 4 à 5 semaines. Elle est de 8 semaines chez le chat.
Les œufs pondus dans l'intestin et évacués avec les crottes se développent dans le milieu extérieur en œufs embryonnés, avant d'être ingérés par un nouvel hôte. L'infestation de l'Homme se fait par ingestion de légumes ayant poussé dans de la terre contaminée, par des déjections d'animaux de compagnie, par manque d'hygiène (mains sales) ou encore par géophagie (principalement pour les jeunes enfants).

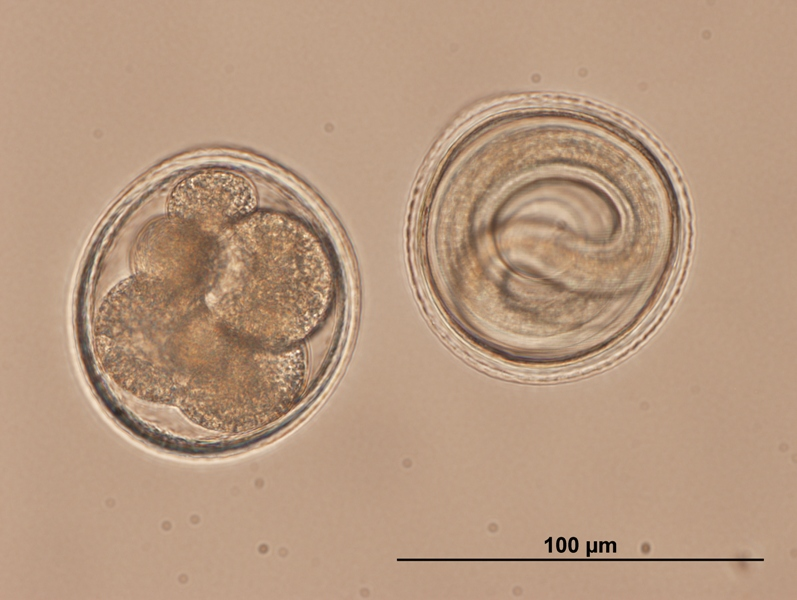
Œufs embryonnés de Toxocara (à droite).

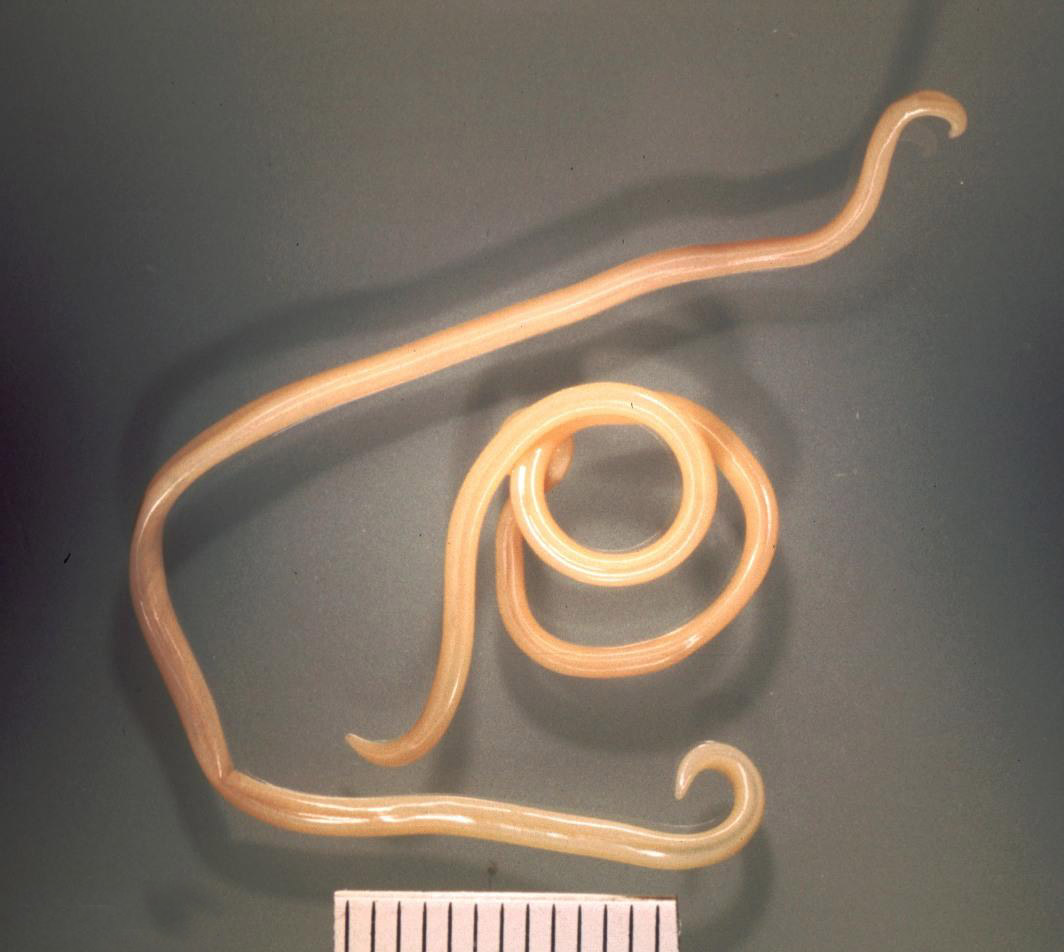
Vers adultes de Toxocara canis.

Chez l'hôte accidentel, comme l'Homme, la larve migre anormalement dans les tissus, pouvant causer des dommages, puis passe en phase de vie ralentie. Les signes cliniques observés chez les hôtes accidentels dépendent donc du tissu où la larve a migré. Les larves peuvent persister pendant plusieurs mois voire plusieurs années chez l'hôte. C'est d'ailleurs une particularité de la famille (avec le stade adulte de schistosome et le premier stade larvaire de Trichinella spiralis), qui possède des mécanismes d'échappement au système immunitaire particulièrement efficaces.

## Liste des genres
- Neoascaris Stiles, 1905
- Paradujardinia Travassos, 1933
- Porrocaecum Railliet & Henry, 1912
- Toxocara Stiles, 1905

## Liste des genres et espèces
Selon NCBI (2 avr. 2011) :
- genre Toxocara
  - Toxocara canis
  - Toxocara cati
  - Toxocara malaysiensis
  - Toxocara tanuki
  - Toxocara vitulorum

Selon ITIS (2 avr. 2011) :
- genre Neoascaris
- genre Paradujardinia
- genre Porrocaecum
- genre Toxocara